# Коста, Матьё да
Матьё да Коста (иногда д’Акоста) — участник исследовательской экспедиции Пьера Дюгуа и Самюэля де Шамплена, путешественников из Франции, исследовавших Новый Свет в начале XVII века. Он был первым известным свободным человеком африканского происхождения, который прибыл на территорию сегодняшней Канады.

## История
О жизни Матьё да Косты сохранилось мало документов. Известно о его по крайней мере частично африканском происхождении. Он был свободным человеком. Благодаря своему таланту к освоению многих языков, часто участвовал в разных экспедициях. Подобно ему, в то время многочисленные афропортугальцы смешанного происхождения часто работали моряками или переводчиками. Считается, что он знал нидерландский, английский, французский, португальский, микмакский языки и алгонкинско-баскский пиджин — диалект, который многие аборигены использовали в торговых целях.

### Работа на португальцев
Первоначально он был нанят португальцами в качестве переводчика, поскольку сумел быстро освоить их язык, для экспедиции в Новый Свет. Ещё в 1499 году Жуан Фернандеш Лаврадор исследовал Гренландию и североатлантическое побережье Канады. В следующем году братья Гаспар и Мигель Корте-Реал исследовали нынешнюю канадскую провинцию Ньюфаундленд и Лабрадор и Гренландию, предъявив претензии на эти земли для Португалии. Жуан Альварес Фагундес и Перо де Барселуш[уточнить] основали рыболовные торговые точки в Ньюфаундленде и Новой Шотландии около 1521 года, однако позже они были заброшены, поскольку португальцы переключили свое внимание на Южную Америку.

### В Голландии
Матье да Коста был в Амстердаме (Голландия) в феврале 1607 года. По-видимому, голландцы захватили корабли Пьера Дюгуа около Тадусака на реке Святого Лаврентия во время торгового спора, при этом взяли в плен и да Косту.

### Работа на Дюгуа
Французские документы свидетельствуют о том, что да Коста работал у руководителей французской колонии Пор-Рояль с 1608 года, когда его нанял на 3 года Пьер Дюгуа де Мон. Можно предположить, что Да Коста сопровождал Дюгуа и Самюэля де Шамплена в одном или нескольких их путешествиях в Акадию и область Святого Лаврентия. Однако в 1609 году задокументировано его нахождение во Франции: в Руане и в тюрьме в Гавре, в декабре. Был ли он в Канаде в том же году, остается под вопросом.
Деятельность Дюгуа в Канаде продолжалась до 1617 года. Судебный процесс, связанный с расходами, понесенными Николасом де Бокемаром из Руана на поддержку да Косты, затянулся до 1619 года, хотя нет никаких свидетельств того, что Матьё да Коста присутствовал на процессе лично.

## Память
Переводческие навыки Да Косты помогли сократить культурный разрыв между первыми французскими исследователями и коренными народами. Его службе в Канаде посвящена экспозиция в Порт-Ройале в Новой Шотландии. Он также был героем французского графического романа «Матьё да Коста» (автор Диана Гру, иллюстратор Жослин Жатт).
Марку для внутренних почтовых пересылок в честь Да Косты выпустила Канадская почта 1 февраля 2017 года в рамках «Месяца чёрной истории».
Мемориальная доска в Порт-Ройале в Новой Шотландии отмечает вклад да Косты. Эта доска входит в состав Тропы африканского наследия имени Матьё да Косты — серии памятников, отмечающих историю африканских новошотландцев в долине Аннаполис. Доска была открыта в июле 2005 года.
Mathieu da Costa Challenge — ежегодный конкурс творческих работ и творчества, который проводится с 1996 года Департаментом канадского наследия. Цель конкурса — побудить молодёжь узнать больше о том, как разнообразие сформировало историю Канады и о важной роли, которую плюрализм играет в канадском обществе.
В честь да Косты также названы школа в Торонто и две улицы, одна в Монреале, а другая в Квебеке.